# Robert Sheffield
Pour les articles homonymes, voir Sheffield (homonymie).
Sir Robert Sheffield, né au plus tard en 1462 et mort à la tour de Londres le 10 août 1518, est un avocat et homme politique anglais des débuts de l'époque Tudor.

## Biographie
Après des études de droit au Inner Temple de Londres, dont il deviendra le gouverneur en 1511, il est Recorder (magistrat) de Londres de 1495 à 1508, ainsi que juge de paix pour le Lincolnshire de 1495 à 1497 et à nouveau à partir de 1510, et pour le Nottinghamshire à partir de 1511. Comme le veut la coutume, en tant que Recorder de Londres il est élu député de la cité de Londres à la Chambre des communes du Parlement d'Angleterre pour les parlements de 1495, 1497 et 1504. Il est fait chevalier en juin 1497. C'est semble-t-il comme député du Lincolnshire qu'il siège aux parlements de 1510, 1512 et 1515, et ses pairs l'élisent président (speaker) de la Chambre pour le parlement de 1512, le deuxième parlement du règne d'Henri VIII.
En 1515 il soutient activement mais sans succès une proposition de loi pour restreindre le privilège du clergé, adoptée par la Chambre des communes mais rejetée par la Chambre des lords. Il s'attire ainsi l'ire du cardinal Thomas Wolsey, nouvellement nommé Lord chancelier et devenu le personnage le plus puissant du royaume après le roi. L'année suivante, semble-t-il à l'instigation du cardinal, il est convoqué à la Chambre étoilée pour répondre d'accusations de négligence dans l'exercice de ses fonctions de juge de paix. Il en réchappe sans sanction, mais est emprisonné à la tour de Londres quelques mois plus tard pour avoir critiqué le cardinal auprès du roi. Il demande en vain la clémence du monarque, mais demeure semble-t-il emprisonné à la tour jusqu'à sa mort en 1518. Pour autant, son fils Robert épousera Jane Stanley, petite-cousine d'Henri VIII, et leur fils Edmund sera anobli par Édouard VI.